# DR 137 149 … 232
Die Schnellverbrennungstriebzüge (SVT) 137 149 bis 152 und 137 224 bis 232 sind eine Triebwagen-Baureihe, die ursprünglich im Fernschnellzug-Netz der Deutschen Reichsbahn (DR) als „Bauart Hamburg“ eingesetzt wurden.

## Geschichte

### Deutsche Reichsbahn
Nach dem Vorbild des Fernschnelltriebzuges 877 „Fliegender Hamburger“ wurden ab 1933 Dieseltriebwagen für 160 km/h neu entwickelt. Sie sollten in dem im Aufbau befindlichen Fernschnelltriebwagennetz, das überwiegend sternförmig von Berlin ausging, eingesetzt werden.
Ab 1935 wurden 13 zweiteilige, dieselelektrisch angetriebene Gelenktriebzüge mit der Achsanordnung 2’Bo’2’ gefertigt, deren Wagenteile in der Mitte auf Jakobs-Drehgestellen mit angetriebenen Achsen ruhten. Die Maschinenleistung in den Wagenteilen betrug jeweils 302 Kilowatt. Die Wagen führten nur die damaligen zweite Wagenklasse.
Die neuen Triebzüge waren mit 44 Metern ca. 2,8 m länger und schwerer als der 877, außerdem wurde die Kopfform geändert und an Stelle der Notkupplungen mit verkleideten Seitenpuffern wurden Scharfenbergkupplungen eingebaut. Statt der 98 Sitzplätze in 3+1-Anordnung erhielten die Serienwagen 77 in 2+1-Anordnung.
Ab dem 1. Juli 1935 wurden die Triebzüge auf der Strecke Berlin Stadtbahn–Hannover–Köln eingesetzt. Dafür hatte die Deutsche Reichsbahn am 15. Mai 1935 die neue Zuggattung Fernschnelltriebwagen (FDt) eingeführt. Am 15. August folgte die Verbindung Berlin Anhalter Bahnhof–Leipzig–Erfurt–Frankfurt/Main.
Ab 1936 wurden die Züge von Berlin Anhalter Bahnhof über Leipzig und Nürnberg nach München und Stuttgart eingesetzt, wobei die paarweise fahrenden Zugverbände ab Nürnberg getrennt nach München und Stuttgart („Fliegender Stuttgarter“ usw.) fuhren.
Die „FDt“ waren die damals schnellsten Züge in Deutschland. Die höchste Reisegeschwindigkeit wurde auf dem Abschnitt Hannover–Hamm mit 132,2 km/h erzielt. Sie galten damals als schnellste Züge der Welt. Noch vor Beginn des Zweiten Weltkrieges wurde der Triebwagenverkehr am 22. August 1939 eingestellt und die Züge abgestellt. Einige wurden später genutzt, um die Reichsregierung und Wehrmachtseinheiten zu transportieren.

### Einsatz nach dem Zweiten Weltkrieg

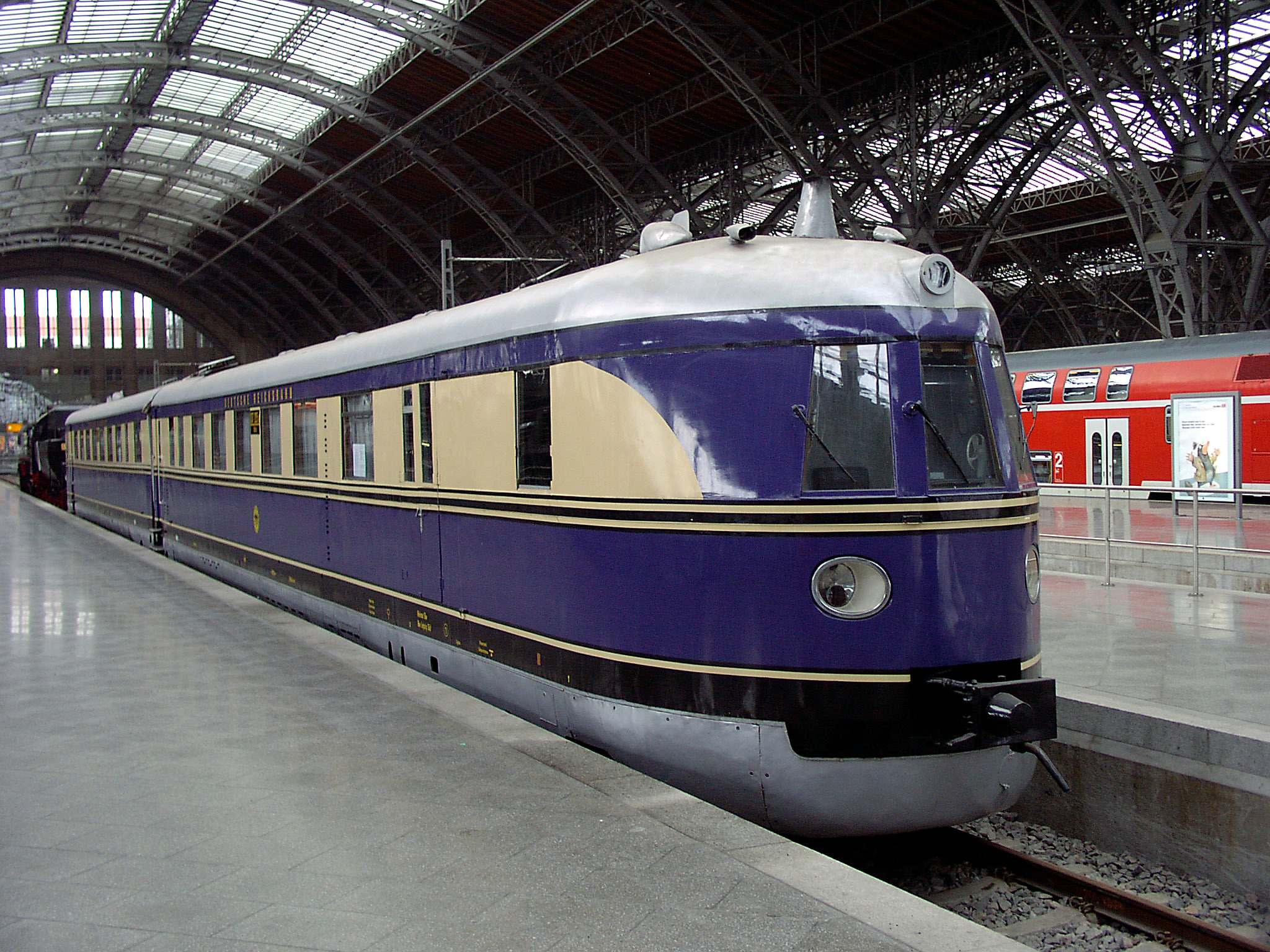
Kopfteil 137 225

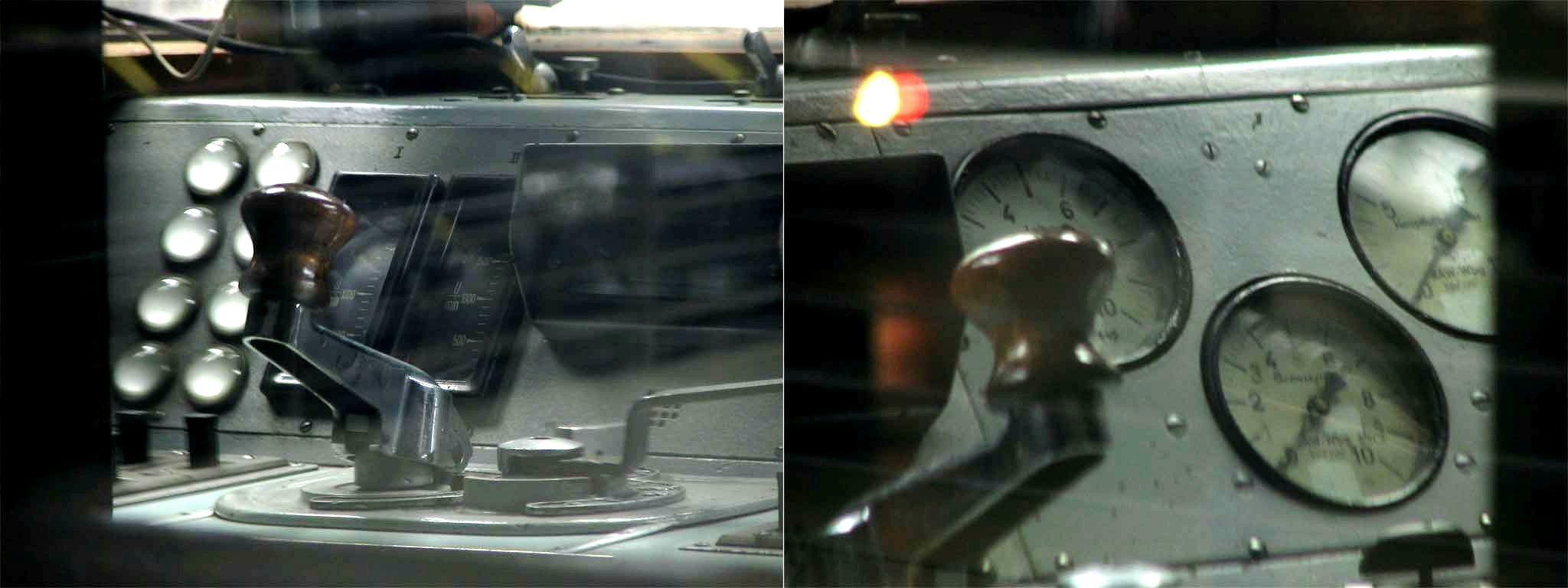
Steuerinstrumente im Führerstand des 137 225

#### Deutsche Bundesbahn
Die bei der Deutschen Bundesbahn verbliebenen fünf Züge wurden bis 1950 durch die United States Army, teilweise als Lazarettzug, genutzt. Der 137 227 (VT 04 105) bekam 1950/1951 eine hydraulische Kraftübertragung (Achsfolge B’2’B’) und wurde als VT 04 501 bezeichnet. Die anderen wurden als VT 04 101, 102, 106–107 und 501 (ehemals 137 149, 152, 137 231, 137 232 und 137 227) eingereiht. Ihr Einsatz erfolgte in der Rheinblitz-Gruppe des neu aufgebauten Fernschnellzug-Netzes, gemeinsam mit Triebwagen der Baureihe VT 07 (Umbau Bauart Berlin) und neuen Triebwagen der Baureihe VT 08 mit bis zu vier Triebwageneinheiten.

#### Deutsche Reichsbahn
1958/59 wurden die meisten VT 04 an die Deutsche Reichsbahn (DR) abgegeben. Dort wurden sie zuerst wieder unter ihrer alten DR-Nummer, ab 1970 mit neuen EDV-gerechten Fahrzeugnummern als 183 001–003 und 183 252 eingesetzt.
Zur Deutschen Reichsbahn direkt kamen nach dem Krieg die 137 225 und 226. Der 137 226b wurde nach Verschrottung des a-Wagens zu einem Mittelwagen für den 137 234 (Bauart „Leipzig“) umgebaut. Bis 1983 wurden alle Triebwagen ausgemustert. Der Triebzug 183 252 (ex 137 225) war in einen Salontriebwagen für den Generaldirektor der DR, der in der Regel zugleich Minister für Verkehrswesen war, umgebaut worden und seit 1975 Museumsfahrzeug. 1990 wurde er aufgearbeitet und stand als Museumsfahrzeug zur Verfügung, seit dem Fristablauf ist er im Leipziger Hauptbahnhof auf dem Gleis 24, dem „Traditionsgleis“, für jedermann zu besichtigen.
Zum 100. Betriebsjubiläum des Schienenfahrzeugwerkes Delitzsch am 30. August 2008 kam es zu einer Aufstellung der drei historischen Schnelltriebzüge SVT 137 856 Bauart „Köln“, SVT 137 225 Bauart „Hamburg“ und SVT 137 234 Bauart „Leipzig“, die es so seit Jahrzehnten nicht mehr gegeben hatte.

#### Československé státní dráhy
Die Triebwagen 137 150, 137 151, 224, 228 und 230 blieben nach 1945 in der Tschechoslowakei. Sie wurden von den Československé státní dráhy mit den Betriebsnummern M 297.001–006 übernommen und als Schnellzug zwischen Prag und Bratislava sowie Ostrava eingesetzt.

## Konstruktive Merkmale
Im Wesentlichen stimmt der Aufbau der Triebwagen mit der zweiteiligen Ausführung mit mittleren Jakobs-Drehgestell und der dieselelektrischen Antriebsanlage nach dem System GEBUS mit den Dieselmotoren der Bauart GO 5 mit der des Fliegenden Hamburgers überein. Unterschiede zu der Vorgängerversion ergaben sich nur in Details. Ein Triebwagen, der ehemalige 137 227 hat später bei der Deutschen Bundesbahn eine dieselhydraulische Antriebsanlage erhalten.

### Wagenbaulicher Teil
Die Unterschiede des Wagenkastenteils zum Fliegenden Hamburger ergaben sich aus den Erfahrungen im Betrieb mit diesem Fahrzeug. So war die Sitzteilung 1+3 beim Prototyp als unzureichend empfunden worden und wurde bei den SVT Hamburg in 1+2 geändert. Da für das benötigte Platzangebot die Breite des Wagens nicht über die Fahrzeugbegrenzungslinie vergrößert werden konnte, mussten die Einzelwagen um etwa 1,5 m verlängert werden. Das hatte eine um etwa 10 Tonnen höhere Masse zur Folge.
Das Untergestell war zur Aufnahme der automatischen Mittelpufferkupplungen verstärkt worden. Die Scharfenbergkupplungen kuppelten zur Bauzeit nur die Druckluftverbindungen mit. Die elektrischen Steuerleitungen wurden über eine Steckdose unter den Scheinwerfern verbunden. Um im Verbund mit den SVT Köln fahren zu können, erhielten die Fahrzeuge später die Vielfachsteuerung Bauart RZA und Kontaktaufsätze für die 22-polige Steuerleitung.
Um die Fertigung der Kopfform zu vereinfachen, erhielten die Wagen der Bauart Hamburg eine veränderte Kopfform mit vergrößerten Fenstern. Diese Kopfform wurde vor 1945 nicht nur bei allen Schnellverbrennungstriebwagen außer dem SVT Kruckenberg, sondern auch bei den elektrischen Triebfahrzeugen der Reihen E 18, E 19 und ET 11 verwendet. Die Fahrgasträume waren als Großräume in der Sitzanordnung 1+2 mit offenem Mittelgang ausgeführt. Sie waren gegen den mittleren Einstiegsraum durch Drehtüren, gegen die äußeren mit Schiebetüren mit einer Breite von 650 mm ausgebildet. Der Fußboden war im Fahrgastbereich als doppelter Holzfußboden mit einer Stärke von 12 mm ausgeführt, in den Maschinenräumen wurden sogenannte Xylotektplatten mit einer Stärke von 20 mm Stärke als Fußboden verwendet. Die Stirnfronten erhielten einen Anstrich in violett ohne Elfenbeinanteil, um die im Betrieb unvermeidlichen Verschmutzungen weniger sichtbar zu machen. Ebenso wurde später der Fliegende Hamburger lackiert.
Die Bremse war als mehrlösige Druckluftbremse der Bauart Hildebrand-Knorr ausgeführt, die mechanischen Bremseinrichtungen als Außentrommelbremsen. Bei der Bauart Hamburg hatten die Bremstrommeln einen Durchmesser von 680 mm, sie waren bei jedem Radsatz außen auf die Radscheiben aufgesetzt und verschraubt. Die Hamburger besaßen eine Magnetschienenbremse mit Bremsmagneten auf jedem Drehgestell. Ein Triebwagen, der VT 137 227, erhielt später bei der Deutschen Bundesbahn Scheibenbremsen.

### Maschinenanlage

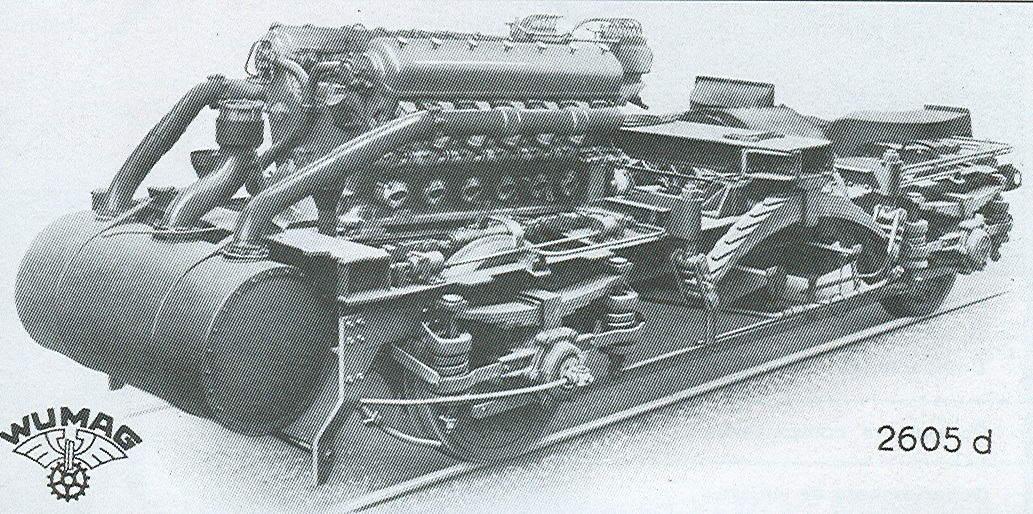
Maschinendrehgestell mit dem Dieselmotor Maybach GO 5

Die Maschinenanlagen bestanden aus einem Dieselmotor Maybach GO 5 und einer auf dem GEBUS-Prinzip basierenden dieselelektrischen Kraftübertragung mit RZM-Steuerung ausgeführt. Bei diesem Antriebsprinzip passt sich die Geschwindigkeit automatisch der jeweiligen Zugkraft an. Die Drehzahlveränderung des Dieselmotors erfolgte servomotorisch in fünf Stufen.
Die Dieselmotoren ragten in den jeweiligen Maschinenraum, der gleichzeitig den Führerstand bildete, hinein. Sie wurden mit einer Holzverkleidung abgedeckt, die auch den Sitz für den Triebwagenführer bildete. Später erhielten die Triebwagen den jeweiligen Bahnverwaltungen zur Verfügung stehenden Austauschmotoren: bei der DB waren es GTO 56, bei der Deutschen Reichsbahn 12 V 170 DR von ČKD. Die Überwachung der Dieselmotoren war sehr einfach ausgeführt. Bei zu geringem Schmieröldruck wurde der betroffene Dieselmotor sofort abgestellt. Ferner bestanden noch Kontrollmöglichkeiten von Kühlwassertemperatur und Kühlwasserstand, der Motordrehzahl und des Kraftstoffstandes.
Die Triebwagen konnten in Mehrfachsteuerung gefahren werden. Sie wurden zu Anfang über eine separate Steuerleitung, später über die Kontaktaufsätze der Scharfenbergkupplung verbunden. Das Starten des Dieselmotors im geführten Triebwagen und die Überwachung seiner Maschinenanlage konnte nicht über die Steuerleitungen durchgeführt werden. Die gesteuerten Einheiten mussten daher mit einem Lokführer als Maschinenwärter besetzt sein, beide verständigten sich über eine Fernsprechanlage.
Das Bordnetz wurde nach deutscher Tradition mit 110 V Gleichspannung versorgt. Zur Überwachung des Lokführers waren die Triebwagen mit einer zeitabhängigen Sicherheitsfahrschaltung und einer Indusi ausgerüstet.